# Каменные лабиринты на Большом Заяцком острове
Каменные лабиринты на Большом Заяцком острове — группа из 13 или 14 лабиринтов (невысоких спиралевидных каменных выкладок круглой или овальной формы, с диаметром от 3 до 20 метров) на Большом Заяцком острове, одном из Соловецких островов в Архангельской области России. Кроме лабиринтов на данном острове есть более чем 850 искусственных нагромождений валунов, курганов, каменных выкладок, а также ряд других примечательных камней, таких как камень с нарисованным символом с радиальными лучами, возможно, представляющем солнце («солнечная розетка»). Кроме этого на острове присутствуют и дольмены. Все лабиринты сосредоточены на площади всего в 0,4 км2 в западной части острова на склонах невысокой Сигнальной горы. Другой огромный комплекс каменных нагромождений, расположенный на холме Сопка в восточной части острова, не содержит никаких лабиринтов. Всего на Соловецких островах 35 лабиринтов (на местном диалекте называемых «вавилоны»). Все они созданы из местных валунов. В ходе раскопок каменных курганов были обнаружены части костей.

## Описание
Как правило, лабиринты имеют вход и выход в одном месте, так что, следуя в одном направлении, можно дойти до центра, а затем, не переступая через каменный барьер, вернуться туда откуда вошёл. Изучавшие лабиринты учёные по-разному отвечали на вопрос об их назначении. Современные исследователи северного неолита А. А. Куратов и А. Я. Мартынов установили, что входы в лабиринты имеют различную пространственную ориентацию и почти всегда соседствуют с каменными курганами, дольменами и т. п.— Алексей Будовский. Отчёт о поездке на Соловки в сентябре 2006.
Диаметр лабиринтов варьируется от 3 до 25,4 метров. Как правило камни, из которых они состоят, имеют диаметр 30-40 сантиметров. Линия лабиринта состоит из установленных в ряд валунов, при этом строки закручены спиралью. Часто спирали две, при этом их можно сравнить с двумя змеями, которые смотрят друг другу в глаза в центре фигуры. Толщина спиралей неоднородна — иногда брались камни выше или шире. Концы спиралей, как правило, расширены. Вход в лабиринт чаще всего с южной стороны, но также встречаются входы и в юго-западной, восточной или западной частях фигуры. Лабиринты делят на пять основных типов по разным параметрам, но каждый имеет только один вход, который также служит в качестве выхода.

## Цель создания
Лабиринты есть не что иное, как Saivo, священные горы, где живут души усопших, наслаждаясь блаженством. Сам вид гребней лабиринтов уже дает представление о хребтах каменных гор— Н.Н. Виноградов. Соловки. Конец 1920-х годов
Точное назначение этих каменных построек неизвестно. Основной является гипотеза о том, что они, возможно, символизировали границу между миром живых и миром духов, и лабиринты при этом использовались для конкретных ритуалов, чтобы помочь душам умерших совершить своё путешествие в другой мир. Другая гипотеза заключается в том, что лабиринты, возможно, служили в качестве модели для постройки сложных ловушек для ловли рыбы.

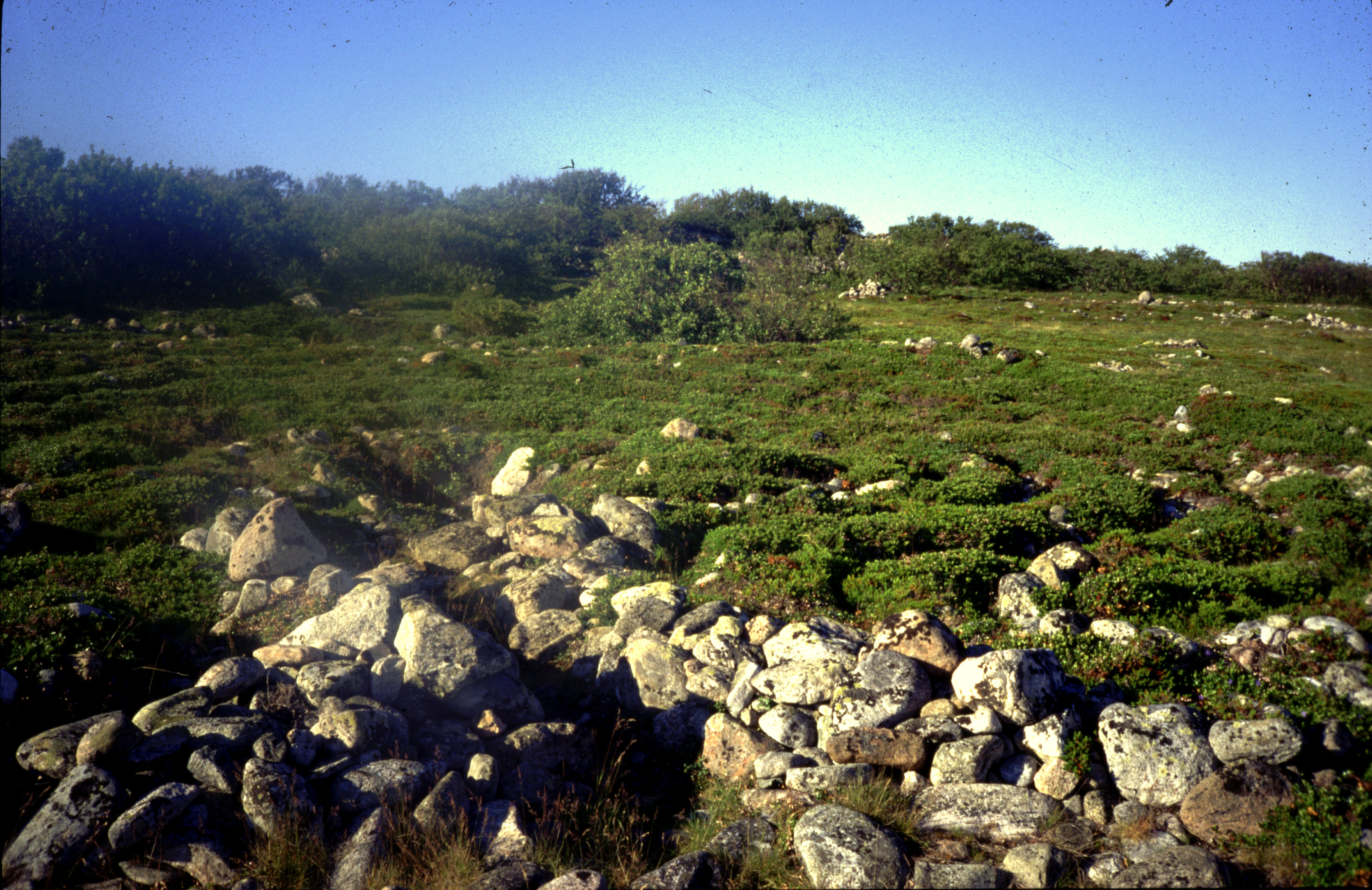
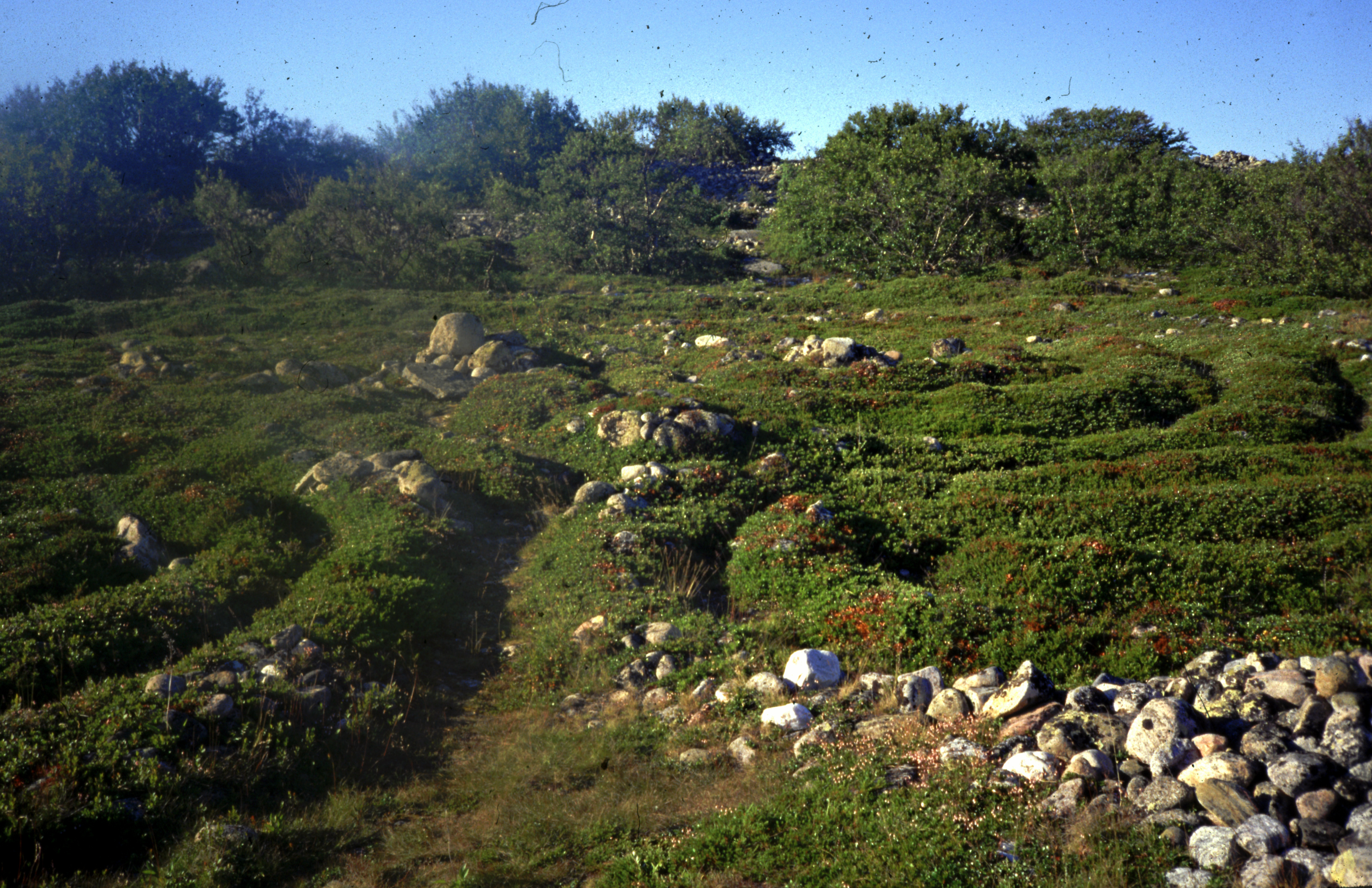
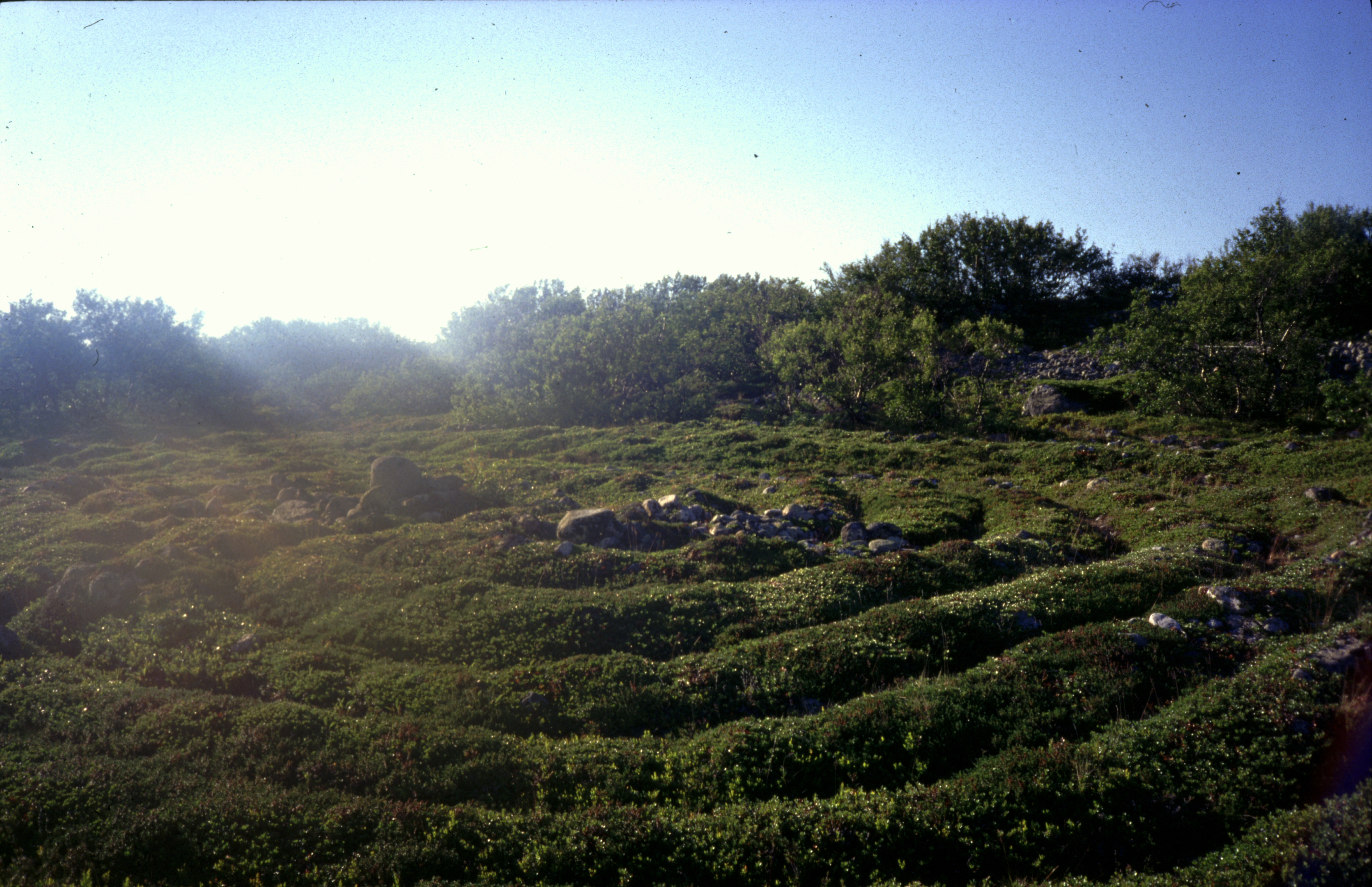